# همبستگی استخوان‌شناسی
همبستگی‌های استخوان‌شناسی (به انگلیسی: Osteological correlate) علائمی روی استخوان‌های جانوران هستند که از فعل و انفعالات سببی بافت نرم و استخوان زیرین ایجاد می‌شوند. کلاسیک‌ترین همبستگی‌های استخوان‌شناسی در آناتومی جانوران، اسکارهای عضلانی و فرآیندهای استخوانی است که روی استخوان‌های جانوران دیده می‌شود. این ساختارها از کشش ماهیچه‌های روی استخوان زیرین ایجاد می‌شوند. این کشش به استخوان زیرین فشار وارد می‌کند و سبب تحریک تشکیل استخوان ضخیم‌تر در این نواحی و تولید ساختارهای زیرین می‌شود.